# Henry Seymour
Henry Seymour (c. 1503 - 5 de abril de 1578) fue un terrateniente y diputado inglés, hermano de Jane Seymour, reina consorte de Enrique VIII y, en consecuencia, tío de Eduardo VI . Fue nombrado Caballero de Bath después de la coronación de su sobrino.

## Familia
Henry Seymour nació alrededor de 1503, probablemente en Wulfhall, Wiltshire. Fue el tercer hijo de John Seymour (c. 1474 - 21 de diciembre de 1536. ) y Margery Wentworth (c. 1478 - 18 de octubre de 1550 ). Su familia saltó a la fama tras el matrimonio de su hermana Jane con el rey en 1536. Además de la reina Jane, los hermanos de Henry Seymour incluían a Elizabeth Seymour, Lady Cromwell, la nuera del primer ministro de Enrique VIII, Thomas Cromwell ; Edward Seymour, primer duque de Somerset, que fue Lord Protector de Inglaterra durante la minoría de edad de su sobrino; y Thomas Seymour, primer barón Seymour de Sudeley, el cuarto marido de Catherine Parr y padrastro de la futura Isabel I.

## Carrera profesional
Seymour pudo haber comenzado su carrera al servicio de Richard Foxe, obispo de Winchester. Para 1526 había seguido a su padre y hermanos al servicio real, aunque no parece haber compartido las ambiciones o habilidades de sus hermanos, Edward y Thomas, y no progresó en la corte. Sirvió bajo cuatro monarcas Tudor, aunque en su mayor parte vivió en una relativa oscuridad y no buscó honores ni ascensos.
Ocupó varios cargos, entre ellos:
- Guardián, castillo de Taunton, Somerset entre 1526 y 1578
- Guardián, Castillo de Bridgwater, Somerset 1544
- Guardián, parque Marwell, Hampshire entre 1547 y 1551
- Alcantarilla extraordinaria, la cámara de 1533
- Alguacil, señorío de Hampstead Marshall, Berkshire 1536–1578
- Alguacil, Romsey, Hampshire entre 1546 y 1578
- Steward, mansiones de Bierton con Broughton, Whaddon y Wendover, Buckinghamshire 1536, Wyrardisbury, Buckinghamshire y Kings Langley, Hertfordshire 1536–39
- Síndico general, señoríos de Bierton con Broughton, Claydon, Swanbourne, Wendover y Whaddon, Buckinghamshire, Berkhampstead, Hertfordshire y Finmere, Oxfordshire 1536-10
- Capitán Lyon de Hamburgo 1544
- Carver, hogar de Ana de Cleves 1540
- Carver, hogar de Catherine Parr en 1544
- Comisionado, socorro, Hampshire 1550
- Comisionado, bienes de iglesias y cofradías 1553
- Juez de paz 1554-1578
- Alguacil, Hampshire 1568–9

Fue, presumiblemente, el Henry Semer que fue tallador de Catalina de Aragón. En 1536 parece que reemplazó a Mark Smeaton en la cámara privada y tras el matrimonio de su hermana, fue designado para varios cargos principalmente relacionados con la administración de sus bienes, algunos de los cuales perdió en su muerte. Jane le dejó "varias cadenas valiosas" en su testamento en 1537. Fue tallador en los hogares de Anne of Cleves (1540) y Catherine Parr (1545). Las joyas de la reina fueron puestas bajo su custodia en noviembre de 1541 tras el arresto de Catalina Howard. En 1544 fue nombrado capitán del barco Lyon de Hamburgo bajo el mando de su hermano Thomas, pero fue declarado culpable cuando en noviembre naufragó en el estuario de Dart durante una tormenta. No se le ofreció más mando militar o naval después de este incidente, y en algún momento de 1545 perdió su puesto en la casa de Catherine Parr.
En febrero de 1547, poco después de la ascensión al trono de su sobrino, fue nombrado Caballero de Bath y en otoño de ese año, fue elegido diputado por Hampshire. No se le menciona en los diarios de Eduardo VI, aunque recibió varias concesiones reales de tierras durante el reinado de su sobrino. Mientras que sus dos hermanos fueron ejecutados después de conspirar contra sus rivales en sus luchas por el poder, Henry Seymour parece ileso. En 1549, su hermano, Edward, Lord Protector de Inglaterra, le escribió y le pidió que trajera tropas para apoyarlo. Parece que Henry Seymour no respondió y le fue bien bajo la administración del reemplazo de su hermano, John Dudley, primer duque de Northumberland. Fue el único albacea del testamento de su madre después de su muerte el 18 de octubre de 1550, por el cual ella legó "varios legados de plata, joyas, etc. a sus parientes". En 1551, se le concedieron los señoríos de Marvell y Twyford, que habían constituido una parte de las propiedades del obispado de Winchester, y al año siguiente, las concesiones vitalicias de los señoríos de Somerford y Hurn, en la parroquia de Christchurch, con otras tierras por valor de £202 6s. 9d.
Durante el reinado de Isabel I, fue Alto Sheriff de Hampshire entre 1568 y 1569.

## Matrimonio y problema
Henry Seymour se casó con Barbara (nacida c. 1515), la hija de Morgan Wolfe, y con la que tuvo tres hijos y siete hijas, de los cuales:
- John Seymour se casó con Susan, la hija menor de Lord Chidiock Powlett, tercer hijo de William Paulet, primer marqués de Winchester y Elizabeth, hija de William Capel, alcalde de Londres . Tuvieron tres hijos:[19]

- Edward Seymour
- Henry Seymour
- Tomas Seymour

- Jane Seymour (fallecida en febrero de 1634) se casó con John Rodney (c. 1551–fallecido el 6 de agosto de 1612) de Stoke Rodney, Somersetshire. Tuvieron dieciséis hijos, de los cuales sobrevivieron cuatro hijos y tres hijas, entre ellos:[20]

- Elizabeth Rodney
- Edward Rodney (1590-1657) se casó con Frances Southwell, la hija de Robert Southwell de Woodrising, Norfolk y Elizabeth Howard, y con ella tuvo trece hijos.
- George Rodney (1608-1630) que se casó con Anna Lake y tuvo descendencia. Fue el antepasado de George Brydges Rodney, primer barón Rodney (1718 - 24 de mayo de 1792)
- William Rodney (1610-1669), quien se casó con Alice Caesar y tuvo descendencia.

## Muerte
Seymour murió en su casa de Winchester el 5 de abril de 1578. Había hecho su testamento una semana antes. Fue sucedido por su hijo y heredero, John.